# Eiletz
Pogostost priimka Eiletz je bila po podatkih Statističnega urada Republike Slovenije na dan 1. januarja 2010 manjša kot 5 oseb.

## Znani nosilci priimka
- Marijan Eiletz (1926 - 2019), arhitekt, scenograf, oblikovalec, urednik, politik, publicist
- Silvin Eiletz (*1928), teolog, rusist, filozof, psihoanalitik, zgodovinski raziskovalec, publicist